# Ero (aranya)
Ero és un gènere d'aranyes araneomorfes de la família dels mimètids (Mimetidae). Fou descrit per primera vegada l'any 1836 per Carl Ludwig Koch.
Les espècies d'aquest gènere es troben per Euràsia, Amèrica i Àfrica.

## Taxonomia
Segons el World Spider Catalog amb data de desembre de 2018, Ero te reconegudes les següents 40 espècies:
- Ero aphana  (Walckenaer, 1802)
- Ero cachinnans  Brignoli, 1978
- Ero cambridgei  Kulczyński, 1911
- Ero canala  Wang, 1990
- Ero canionis  Chamberlin & Ivie, 1935
- Ero capensis  Simon, 1895
- Ero catharinae  Keyserling, 1886
- Ero comorensis  Emerit, 1996
- Ero eburnea  Thaler, 2004
- Ero felix  Thaler & van Harten, 2004
- Ero flammeola  Simon, 1881
- Ero furcata  (Villers, 1789)
- Ero furuncula  Simon, 1909
- Ero galea  Wang, 1990
- Ero ganglia  Yin & Bao, 2012
- Ero gemelosi  Baert & Maelfait, 1984
- Ero goeldii  Keyserling, 1891
- Ero gracilis  Keyserling, 1891
- Ero humilithorax  Keyserling, 1886
- Ero japonica  Bösenberg & Strand, 1906
- Ero jiafui  Yin & Bao, 2012
- Ero juhuaensis  Xu, Wang & Wang, 1987
- Ero kompirensis  Strand, 1918
- Ero laeta  Barrientos, 2017
- Ero lata  Keyserling, 1891
- Ero lawrencei  Unzicker, 1966
- Ero leonina  (Hentz, 1850)
- Ero lodingi  Archer, 1941
- Ero lokobeana  Emerit, 1996
- Ero madagascariensis  Emerit, 1996
- Ero melanostoma  Mello-Leitão, 1929
- Ero pensacolae  Ivie & Barrows, 1935
- Ero quadrituberculata  Kulczyński, 1905
- Ero salittana  Barrion & Litsinger, 1995
- Ero septemspinosa  Lissner, 2016
- Ero spinifrons  Mello-Leitão, 1929
- Ero spinipes  (Nicolet, 1849)
- Ero tenebrosa  Lissner, 2018
- Ero tuberculata  (De Geer, 1778)
- Ero valida  Keyserling, 1891

### Fòssils
Segons el World Spider Catalog versió 19.0 (2018), existeixen les següents espècies fòssils:
- †Ero aberrans  Petrunkevitch, 1958
- †Ero carboneana  Petrunkevitch, 1942
- †Ero clunis  Wunderlich, 2012
- †Ero gracilitibialis  Wunderlich, 2012
- †Ero longitarsus  (Wunderlich, 200)
- †Ero permunda  Petrunkevitch, 1942
- †Ero rovnoensis  (Wunderlich, 2004)
- †Ero veta  Wunderlich, 2012